# Југословенска оклопна возила у Другом светском рату
Југословенска оклопна возила у Другом светском рату обухватају оклопне јединице Југословенске војске (до краја Априлског рата) и оклопне јединице НОВЈ (јула 1941).

## Краљевина Југославија
Југословенска краљевска војска је набавила 8 француских тенкова Рено ФТ-17 1920. и још 48 1930., уз још 9 нових тенкова Рено NC-27. 8 чехословачких танкета Шкода Т-32 са двочланом посадом и топом А3 од 37 mm увезено је 1937. Након Минхенског споразума 1938. набавке су настављене у Француској, и маја 1938. наручено је 50 тенкова Рено Р-35, који су испоручени у фебруару 1940.

### Априлски рат
Оклопне снаге краљевине Југославије уочи Априлског рата имале су 110 тенкова (56 старијих тенкова Рено ФТ-17 и 54 релативно модерна лака тенка Рено Р-35) подељених у 2 батаљона, и 8 танкета (Шкода Т-32) које су образовале Ескадрон брзих бојних кола.
Малобројне југословенске оклопне јединице биле су распоређене распарчано: тако је 1. батаљон борних кола додељен 4. армији (у Загребу), 2. батаљон био је у резерви врховне команде (код Младеновца), а Ескадрон брзих бојних кола био је у официрској школи у Земуну, ради обуке нових кадрова. Све три јединице су током априлског рата лутале без одређеног циља, па је њихов већи део морао напустити тенкове, због несташице горива, и не ступивши у борбу. Само је Ескадрон брзих борних кола код Тополе ступио 11. априла у борбу са челом немачког оклопног клина, али је за кратко време уништен.

#### Танкете против немачких тенкова
Ескадрон од 8 танкета (Шкода Т-32) је чувао земунски аеродром 6-10. априла, а затим је упућен према Нишу. Три танкете напуштене су успут због кварова (једна још у Београду), а преостале су 11. априла ступиле у борбу са Немцима код Тополе, бранећи прилаз Београду. У том окршају Немци су изгубили 3 тенка и једно оклопно возило, док је југословенска страна изгубила 3 танкете заједно са командантом ескадрона, капетаном Душаном Радовићем. Преостале 2 танкете заробљене су од Немаца у Младеновцу.

## Народноослободилачка борба
Након пада Краљевине Југославије и устанка против окупатора, Партизани су спорадично користили заробљена оклопна возила. Како је народноослободилачки рат постајао конвенционалнији, јавила се потреба за сталним оклопним јединицама и почетком 1944. под покровитељством Велике Британије формирана је у Италији Прва тенковска бригада и упућена у Југославију. Ова јединица користила је шаролику опрему, укључујући заробљене италијанске танкете Л3 и немачке (раније француске) тенкове Х-35. У другој половини 1944. Британци су из Италије послали 52 тенка Стјуарт и 24 оклопних кола АЕЦ, а почетком 1945. још 40 Стјуарта и једна оклопна кола Линкс. Нека од ових возила претворена су у импровизовану самоходну артиљерију - уклањањем купола и њиховом заменом разним заробљеним артиљеријским оруђима.